# Ancylotrypa vryheidensis
Ancylotrypa vryheidensis is een spinnensoort uit de familie Cyrtaucheniidae. De soort komt voor in Zuid-Afrika.